# Борова-Воля
Борова-Воля (пол. Borowa Wola) — село в Польщі, у гміні Кльвув Пшисуського повіту Мазовецького воєводства.
Населення — 138 осіб (2011).
У 1975-1998 роках село належало до Радомського воєводства.

## Демографія
Демографічна структура станом на 31 березня 2011 року:
|          | Загалом | Допрацездатний вік | Працездатний вік | Постпрацездатний вік |
| -------- | ------- | ------------------ | ---------------- | -------------------- |
| Чоловіки | 77      | 22                 | 47               | 8                    |
| Жінки    | 61      | 11                 | 34               | 16                   |
| Разом    | 138     | 33                 | 81               | 24                   |